# Dózsa Attila
Dózsa Attila (Budapest, 1960. január 2. –) labdarúgó, hátvéd.

## Pályafutása
A Dunaújvárosi Kohász csapatában mutatkozott az élvonalban 1981. április 5-én a Videoton ellen, ahol 2–0-ra kikapott a csapata. 1982 és 1984 között a Ferencváros, 1984 és 1987 között Bp. Honvéd labdarúgója volt. A kispesti csapattal két bajnoki címet és magyar kupa-győzelmet szerzett. Az 1988–89-es idényben ismét a Dunaújváros, az 1989–90-es idényben újra Bp. Honvéd csapatában szerepelt. Összesen 71 élvonalbeli találkozón lépett pályára és három gólt szerzett. Utolsó élvonalbeli mérkőzésen a Rába ETO együttesétől 2–0-ra kapott ki csapata.

## Sikerei, díjai
- Magyar bajnokság
  - bajnok: 1984–85, 1985–86
  - 2.: 1982–83
- Magyar kupa (MNK)
  - győztes: 1985
  - döntős: 1989